# Fiat 130 Coupé

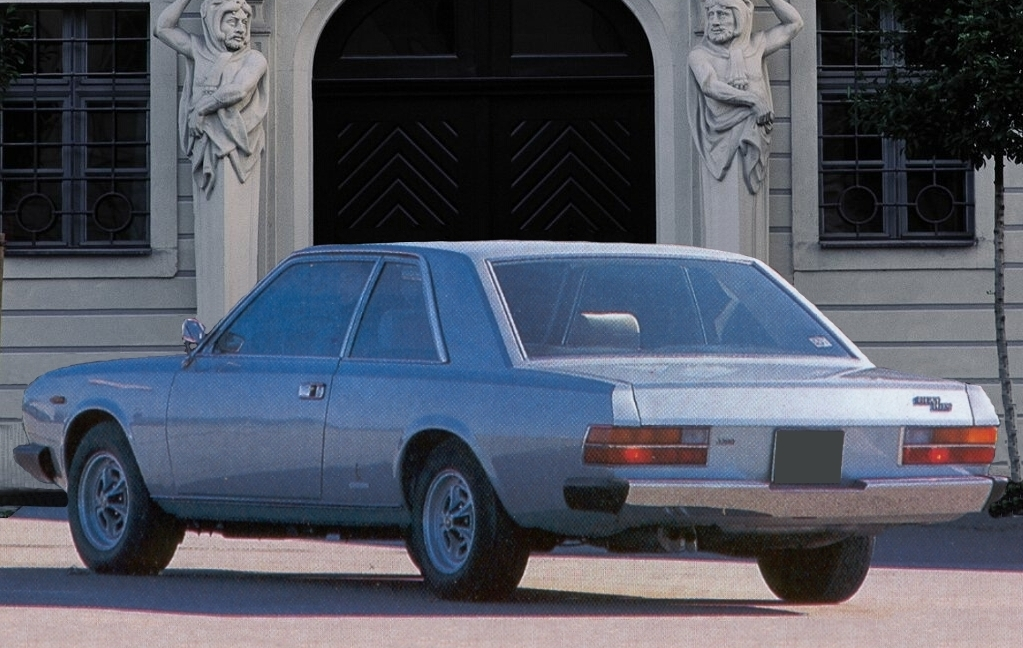
Heckansicht

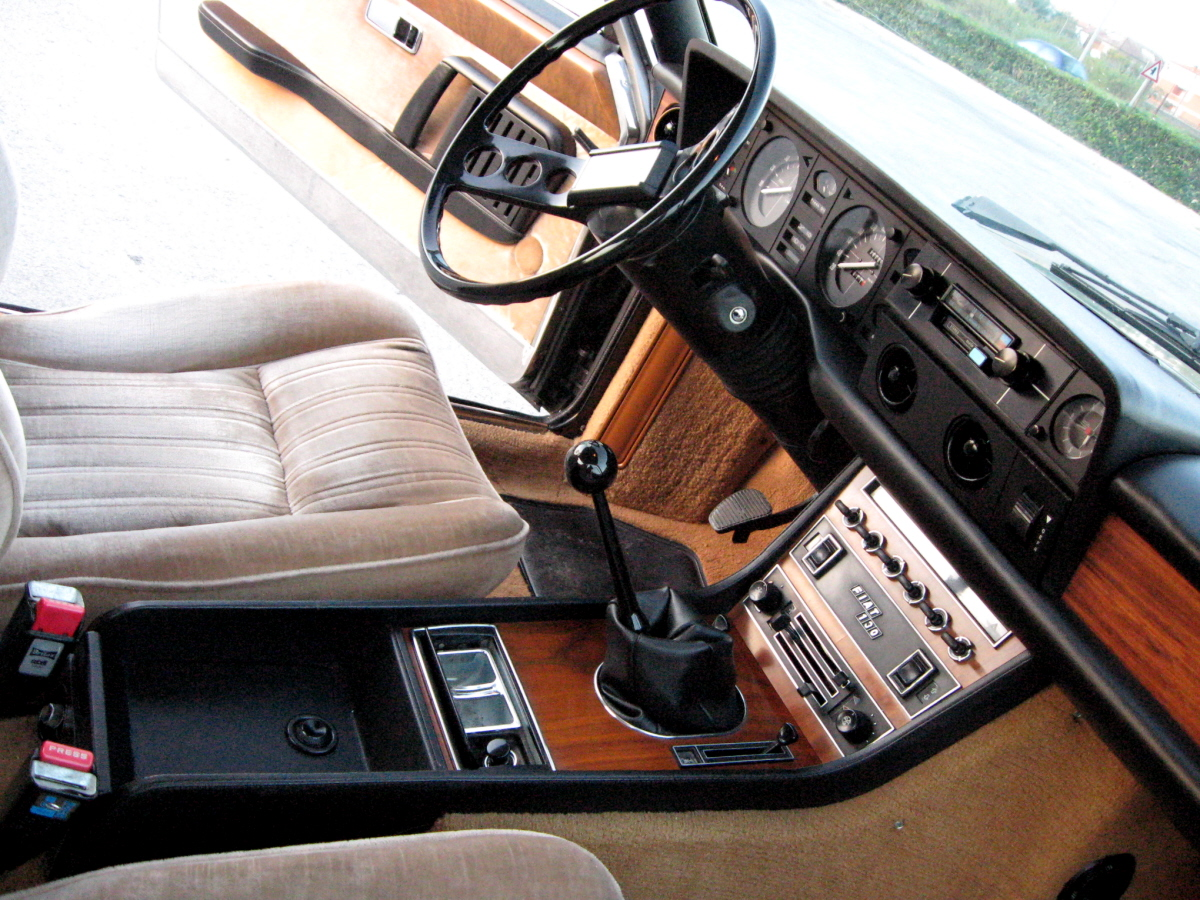
Innenraum

Das Fiat 130 Coupé war ein zweitüriges Fahrzeug der oberen Mittelklasse, das der italienische Automobilhersteller Fiat zwischen Frühjahr 1971 und Ende 1977 in geringen Stückzahlen produzierte.
Das Coupé beruhte auf der Bodengruppe der im März 1969 vorgestellten Fiat 130 Limousine, hatte aber eine gänzlich eigenständige, bei Pininfarina gezeichnete Karosserie. Das glattflächig gestaltete Coupé gilt als zurückhaltend und zeitlos. Es wird als Meilenstein des Automobildesigns angesehen. Seine Linien haben die Formen zahlreicher späterer Fahrzeuge beeinflusst.

## Entwicklung
Bei der Entwicklung des Fiat 130 hatte es zunächst keine Überlegungen gegeben, der von Felice Mario Boano entworfenen Limousine eine Coupé-Version zur Seite zu stellen. Als sich allerdings die Verkaufszahlen der Limousine nicht wie erwartet entwickelten, entschloss sich Fiat kurzfristig zur Einführung eines Coupés, das die Modellpalette ergänzen und durch eigene Attraktivität auch den Verkauf der Limousine fördern sollte.

### Karosserie
Das Fiat 130 Coupé beeindruckte im Wesentlichen durch seine eigenständige Karosserie. Der Aufbau wurde im Laufe des Jahres 1970 bei Pininfarina gestaltet; ausführende Designer waren Paolo Martin und Leonardo Fioravanti. Das Coupé hatte äußerlich keinen Bezug zur häufig als „stilistisch verfehlt“ oder „barock und schwülstig“ empfundenen 130 Limousine. Martin und Fioravanti entwarfen eine zweitürige Stufenheckkarosserie mit klassischer Trapez-Linie. Der Aufbau zeichnete sich durch gerade Linien und große Flächen aus; auf die seinerzeit üblichen Chromverzierungen wurde ebenso konsequent verzichtet wie auf Rundungen. Sergio Pininfarina bezeichnete das Fiat 130 Coupé später als ein „Meisterwerk an Schlichtheit“. Er habe mit dem Entwurf an den von seinem Vater entworfenen Lancia Florida II anknüpfen und eine moderne Interpretation dieses Entwurfs schaffen wollen.
Das Coupé erhielt ein neu gestaltetes Interieur. Holzeinlagen und Velouspolster prägten den Innenraum. Auch der Instrumententräger war neu. Er trug zahlreiche Rundinstrumente. Das neue Armaturenbrett wurde ab Frühjahr 1971 auch in der Limousine verwendet. Ein originelles und galantes Element war die Möglichkeit, die Beifahrertür vom Fahrersitz aus zu öffnen, indem man einen Hebel direkt unter dem Armaturenbrett neben der Mittelkonsole zog.

### Technik
In technischer Hinsicht übernahm das 130 Coupé weitestgehend die Konstruktionselemente der Limousine. Die Bodengruppe einschließlich Radstand, Aufhängung und Antriebstechnik war identisch. Allerdings wurden für das Coupé einige Neuerungen entwickelt, die ihrerseits bald für die Limousine übernommen wurden.
Dies gilt in erster Linie für den Motor. Während die Limousine seit 1969 allein mit einem 2,9 Liter großen V6-Motor mit 140 PS lieferbar war, erhielt das Coupé eine auf 3,2 Liter Hubraum vergrößerte Version dieses Triebwerks, das nunmehr 165 PS leistete. Mit der Markteinführung des Coupés wurde der größere Motor auch serienmäßig in der Limousine verwendet.
Wie die Limousine war auch das Coupé wahlweise mit einem Fünfgang-Schaltgetriebe von ZF oder mit einer Dreigangautomatik mit hohen Leistungsverlusten von Borg Warner (Model 12) lieferbar. Während allerdings in der Limousine das manuelle Getriebe zur Serienausstattung gehörte und die Automatik nur auf Wunsch geliefert wurde, stattete Fiat die Coupés serienmäßig mit Automatik aus; das Schaltgetriebe musste dagegen individuell bestellt werden. Die Ausführung mit Schaltgetriebe fühlt sich leichtfüssiger und wenigstens halbwegs sportlich an (ein zu hohes Gewicht steht dem entgegen), die Automatikversion beschleunigte für diese Klasse (ca. 12,5 s.) sehr träge. Die Höchstgeschwindigkeit beträgt mit Schaltgetriebe ca. 193 km/h, bei Automatik ca. 188 km/h.

## Aufnahme und Verbreitung

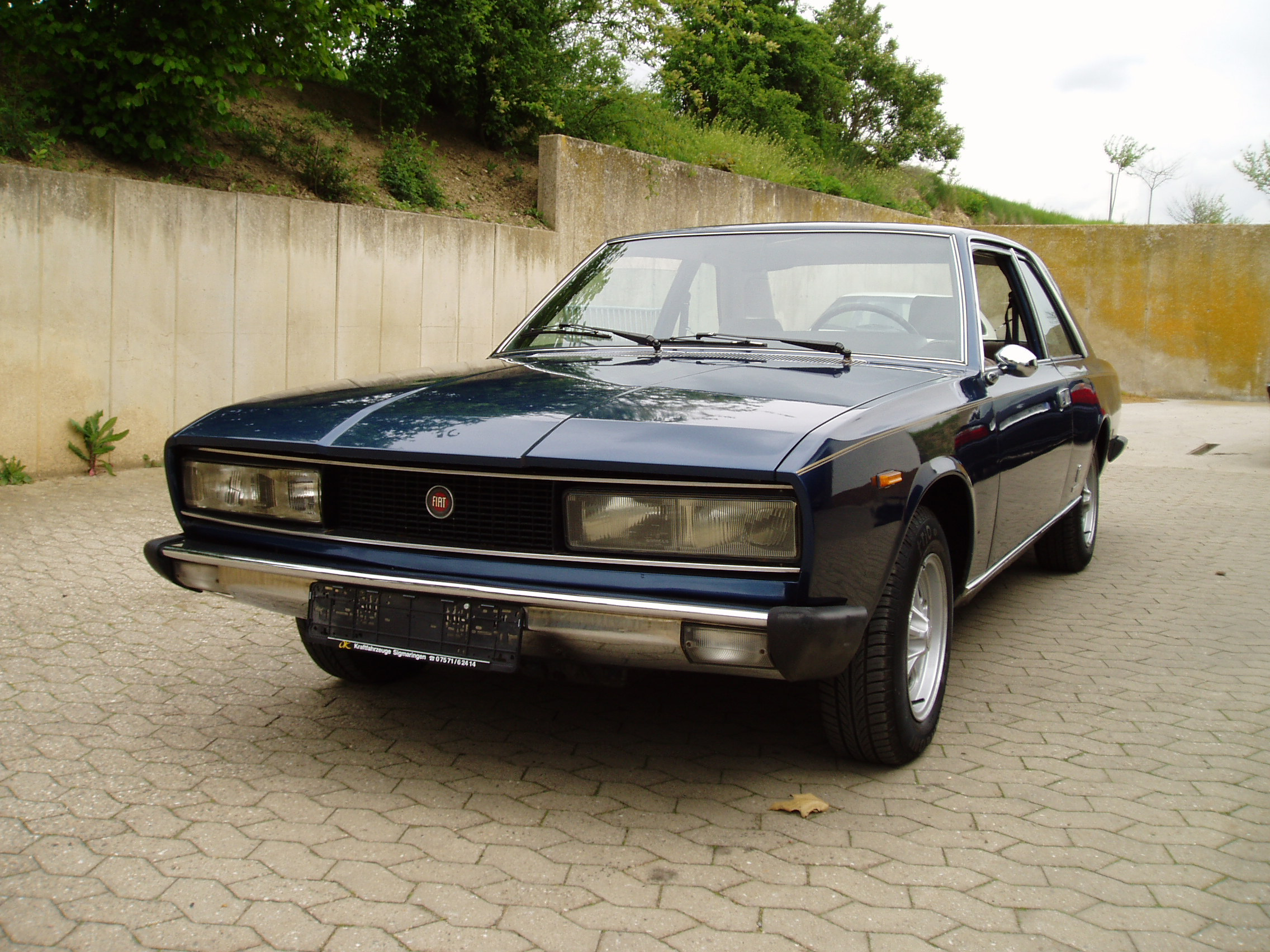
Nach Sergio Pininfarina „ein einzigartiges Designmerkmal“: die breiten Frontscheinwerfer

Das Fiat 130 Coupé wurde im März 1971 auf dem Genfer Auto-Salon präsentiert. Der Verkauf begann wenig später. Es überzeugte die Beobachter in erster Linie wegen seiner eigenständigen Karosserie. 1972 erhielt Pininfarina für seinen Entwurf den Designpreis der italienischen Fachzeitschrift Style Auto.
Das Coupé war von Anfang an deutlich teurer als die technisch identische Limousine. Auf dem deutschen Markt wurde es im Jahr 1971 für 28.000 DM angeboten – 8000 DM mehr als bei der Limousine – und lag damit auf dem Niveau eines BMW 3,0 CSi oder eines Mercedes-Benz 350 SLC. Ein Fiat Dino Coupé war nur etwa 1500 DM teurer.
Die Verbreitung des Coupés blieb gering: Zwischen März 1971 und Dezember 1977 entstanden lediglich 4493 Exemplare. Obwohl die Fahrzeuge als hochwertige Klassiker anerkannt worden waren, erzielten sie auf dem (deutschen) Oldtimer-Markt deutlich geringere Preise als ihre damaligen Konkurrenten. Für ein Coupé im Zustand 1 wurden 2010 Preise zwischen 16.000 Euro und 21.000 Euro verlangt. Ein BMW 3,0 CSi in entsprechendem Zustand kostete etwa 50.000 Euro, ein Mercedes-Benz 350 SLC etwa 40.000 Euro. Die Gebrauchtwagenpreise der Fiat 130 Limousine lagen nochmals um etwa 50 Prozent unter denen eines Coupés.

## Sonderversionen
Pininfarina leitete in den 1970er-Jahren zwei Sondermodelle von seinem Coupé-Entwurf ab, die jeweils Einzelstücke blieben:
- Der Fiat 130 Maremma war ein dreitüriger Sportkombi im Stil eines Shooting Brakes. Das Fahrzeug trug hinter der B-Säule eine großflächige Verglasung. Die Kofferraumklappe war stark geneigt und öffnete weit.[13]
- Der Fiat 130 Opera war eine viertürige Stufenhecklimousine, die das Design des 130 Coupés konsequent fortschrieb. Der Wagen wurde allgemein als deutlich eleganter empfunden als die Werkslimousine; gleichwohl wurde die Serienproduktion nicht aufgenommen.

## Einfluss des Designs
Das glattflächige, auf schmückende Details weitgehend verzichtende Design des Fiat 130 Coupé beeinflusste zahlreiche andere Fahrzeuge der 1970er-Jahre. Unmittelbare Verwandtschaft besteht zu dem Ansatz des ebenfalls von Paolo Martin entworfenen Rolls-Royce Camargue; die Kernelemente des Designs lassen sich darüber hinaus über den Peugeot 604, den Ford Granada der zweiten Serie und den Ferrari Pinin bis zum Cadillac Allanté verfolgen.